# Champ Car Series 1988
De Champ Car Series 1988 was het tiende CART kampioenschap dat gehouden werd tussen 1979 en 2007. Het werd gewonnen door Danny Sullivan. De Indianapolis 500 race werd gewonnen door Rick Mears. Nederlander Arie Luyendyk werd veertiende in de eindstand en Belgisch coureur Didier Theys werd vijftiende.

## Races
|    | Datum        | Circuit                         | Winnaar            | Tweede             | Derde              | Pole position      |
| 1  | 10 april     | Phoenix International Raceway   | Mario Andretti     | Roberto Guerrero   | Michael Andretti   | Rick Mears         |
| 2  | 24 april     | Stratencircuit Long Beach       | Al Unser Jr.       | Bobby Rahal        | Kevin Cogan        | Danny Sullivan     |
| 3  | 29 mei       | Indianapolis Motor Speedway     | Rick Mears         | Emerson Fittipaldi | Al Unser Sr.       | Rick Mears         |
| 4  | 5 juni       | Milwaukee Mile                  | Rick Mears         | Danny Sullivan     | Emerson Fittipaldi | Michael Andretti   |
| 5  | 19 juni      | Portland International Raceway  | Danny Sullivan     | Arie Luyendyk      | Emerson Fittipaldi | Danny Sullivan     |
| 6  | 3 juli       | Cleveland                       | Mario Andretti     | Bobby Rahal        | Danny Sullivan     | Danny Sullivan     |
| 7  | 17 juli      | Stratencircuit Toronto          | Al Unser Jr.       | Danny Sullivan     | Michael Andretti   | Danny Sullivan     |
| 8  | 24 juli      | Meadowlands Sports Complex      | Al Unser Jr.       | Mario Andretti     | Rick Mears         | Emerson Fittipaldi |
| 9  | 7 augustus   | Michigan International Speedway | Danny Sullivan     | Bobby Rahal        | Michael Andretti   | Rick Mears         |
| 10 | 21 augustus  | Pocono Raceway                  | Bobby Rahal        | Al Unser Jr.       | Roberto Guerrero   | Rick Mears         |
| 11 | 4 september  | Mid-Ohio Sports Car Course      | Emerson Fittipaldi | Mario Andretti     | Rick Mears         | Danny Sullivan     |
| 12 | 11 september | Road America                    | Emerson Fittipaldi | Bobby Rahal        | Mario Andretti     | Danny Sullivan     |
| 13 | 25 september | Nazareth Speedway               | Danny Sullivan     | Michael Andretti   | Mario Andretti     | Danny Sullivan     |
| 14 | 16 oktober   | Laguna Seca                     | Danny Sullivan     | Michael Andretti   | Mario Andretti     | Danny Sullivan     |
| 15 | 6 november   | Stratencircuit Miami            | Al Unser Jr.       | Rick Mears         | Didier Theys       | Danny Sullivan     |

## Eindrangschikking (Top 10)
| Rank | Rijder             | Ptn |
| ---- | ------------------ | --- |
| 1.   | Danny Sullivan     | 182 |
| 2.   | Al Unser Jr.       | 149 |
| 3.   | Bobby Rahal        | 136 |
| 4.   | Rick Mears         | 129 |
| 5.   | Mario Andretti     | 126 |
| 6.   | Mario Andretti     | 119 |
| 7.   | Emerson Fittipaldi | 105 |
| 8.   | Raul Boesel        | 89  |
| 9.   | Derek Daly         | 53  |
| 10.  | John Jones         | 44  |
| =    | Teo Fabi           | 44  |

1979 · 
1980 ·
1981 ·
1982 ·
1983 ·
1984 ·
1985 ·
1986 ·
1987 ·
1988 ·
1989 ·
1990 ·
1991 ·
1992 ·
1993 ·
1994 ·
1995 ·
1996 ·
1997 ·
1998 ·
1999 ·
2000 ·
2001 ·
2002 ·
2003 ·
2004 ·
2005 ·
2006 ·
2007